# كيت بورتر
كيت بورتر (بالإنجليزية: Kate Porter)‏ هي لاعبة اتحاد الرغبي أسترالية، ولدت في 19 أبريل 1983.